# Gare d'Anetz
La gare d'Anetz est une gare ferroviaire française fermée de la ligne de Tours à Saint-Nazaire, située sur le territoire de la commune de Vair-sur-Loire (commune déléguée d’Anetz), dans le département de la Loire-Atlantique, en région Pays de la Loire. Elle se trouve à environ un kilomètre du bourg de la commune.

## Situation ferroviaire
Établie à 14 mètres d'altitude, la gare d’Anetz est située au point kilométrique (PK) 391,129 de la ligne de Tours à Saint-Nazaire, entre les gares ouvertes de Varades – Saint-Florent-le-Vieil et d'Ancenis. 

## Service des voyageurs

### Accès
La rue de la gare, qui permet d’accéder à cette ancienne gare, a été déviée à une centaine de mètres pour pouvoir franchir la voie ferrée par un souterrain. En cas d’inondation de ce passage souterrain lors des crues de la Loire, le passage à niveau no 280, situé au PK 391,101 à l’emplacement de la gare, peut être réactivé. La gare se trouvait à environ un kilomètre du bourg de la commune.

### Desserte
La gare est fermée à tout trafic. En 2011, il ne reste plus aucune trace du trafic voyageur.